# 2005 في الهند
فيما يلي قوائم الأحداث التي وقعت خلال عام 2005 في الهند.

## أحداث
- 8 أكتوبر – زلزال كشمير 2005

## أفلام
من الأفلام التي صدرت هذه السنة في الهند:
- 1 يناير – العيون من إخراج Shripal Morakhia [الإنجليزية]‏.
- 1 يناير – القمة من إخراج John Matthew Matthan [الإنجليزية]‏.
- 1 يناير – المرأة المتزوجة من إخراج Pradeep Sarkar [الإنجليزية]‏.
- 1 يناير – ساركار من إخراج Ram Gopal Varma [الإنجليزية]‏.
- 1 يناير – عشاق جن جنونهم من إخراج فيكرام بهات.
- 1 يناير – كال من إخراج Soham Shah [الإنجليزية]‏.
- 1 يناير – لاكي : لا وقت للحب من إخراج Radhika Rao [الإنجليزية]‏.
- 1 يناير – ممنوع الدخول من إخراج Anees Bazmee [الإنجليزية]‏.
- 1 يناير – نيل 'ن' نيككي من إخراج Arjun Sablok ‏.
- 1 يناير – هكذا يجب أن تكون الحياة بالفعل! من إخراج ماهيش مانجريكار.

## وفيات

### يناير
- 1 يناير – جناكي آما (مواليد 1920) قاضية هندية.
- 12 يناير – أمريش بوري (مواليد 1932) ممثل هندي.

### أغسطس
- 8 أغسطس – أحمد ديدات (مواليد 1918) داعية و واعظ و محاضر و مناظر إسلامي.

### نوفمبر
- 9 نوفمبر – ك. ر. نارايانان (مواليد 1920)
- 24 نوفمبر – جامونا باروا (مواليد 1919) ممثلة هندية.
- 28 نوفمبر – هيلين موير (مواليد 1920)